# 기타모리역
기타모리역(일본어: 北森駅)은 일본 이와테현 하치만타이시에 위치한 동일본 여객철도 하나와 선의 철도역이다. 단선 승강장 1면 1선의 구조를 갖춘 지상역이다.

## 역 주변
- 국도 제282호선
- 하치만타이 시청 마쓰오 종합 지소
- 하치만타이 시청 본 청사
- 하치만타이 전기

## 역사
- 1961년 4월 20일 : 국철의 역으로서 이와테 군 마쓰오 촌에 개업.
- 1987년 4월 1일 : 일본국유철도 분할 민영화에 의해, 동일본 여객철도가 승계.
- 2012년 11월 7일 : 2015년 봄에 역사를 500m 남동쪽의 하치만타이 시 · 신 시청사에 인접했던 장소로 이전하는 것을 발표.
- 2015년 3월 14일 : 다이라다테역 방향에 근접한 500m 이전해, 신 역사 개업.

## 인접 역
| 동일본 여객철도 하나와 선 | 동일본 여객철도 하나와 선 | 동일본 여객철도 하나와 선    |
| ------------------------- | ------------------------- | ---------------------------- |
| 다이라다테 고마 방면      | ■ 하나와 선               | 마쓰오하치만타이 오다테 방면 |